# Список округів штату Гаваї
Американський штат Гаваї поділяється на 5 округів.
| Код FIPS | Назва    | Англійська назва | Населення (осіб) | Площа (км²) |
| -------- | -------- | ---------------- | ---------------- | ----------- |
| 15001    | Гаваї    | Hawaii County    | 185 079          | 10 432      |
| 15003    | Гонолулу | Honolulu County  | 953 207          | 1 546       |
| 15005    | Калавао  | Kalawao County   | 90               | 13          |
| 15007    | Кауаї    | Kauai County     | 67 091           | 1 611       |
| 15009    | Мауї     | Maui County      | 154 834          | 2 901       |

| США | Це незавершена стаття з географії США. Ви можете допомогти проєкту, виправивши або дописавши її. |